# Chiaki Mukai
Pour les articles homonymes, voir Mukai.
Chiaki Mukai (向井 千秋, Mukai Chiaki, née le 6 mai 1952) est une physicienne japonaise et une astronaute de l'Agence d'exploration aérospatiale japonaise (JAXA). Elle est la première spationaute japonaise, la première femme asiatique et la première personne japonaise cumulant deux vols spatiaux.
Ces deux vols étaient des missions de la navette spatiale américaine. Le premier était STS-65, une mission de la navette spatiale Columbia en juillet 1994 appartenant au programme Spacelab. Le second vol était STS-95 à bord de la navette spatiale Discovery. Elle a passé 23 jours dans l'espace en cumulant ces deux missions.
Chiaki Mukai a été sélectionnée par la JAXA en 1985 pour être une astronaute. Auparavant elle était une professeure adjointe dans le département de chirurgie cardiovasculaire à l'université Keiō Gijuku au Japon. En 2015 elle est devenue vice-présidente de l'université des sciences de Tokyo. Elle continue à travailler en collaboration avec la JAXA en tant que conseillère technique.
Mukai est membre de l'Association américaine de médecine et de l'Aerospace, de la Société japonaise des applications en microgravité, de la Société japonaise de médecine de l'Aerospace et de l'environnement, la Société japonaise pour la chirurgie cardiovasculaire et thoracique, et la Société de chirurgie japonaise.

## Biographie

### Jeunesse et formation
Chiaki Mukai est née à Tatebayashi dans la préfecture de  Gunma. Elle a étudié au lycée pour filles Keio à Tokyo où elle a obtenu son diplôme en 1971. Elle a ensuite obtenu son doctorat en médecine à l'école de médecine de l'université de Keio en 1977 puis un doctorat en physiologie en 1988 dans la même école. En 1989, elle a été certifiée chirurgienne cardio-vasculaire par la Société de chirurgie Japonaise.

### Carrière médicale
Mukai a travaillé dans différents hôpitaux et différentes institutions:
- Résidente en chirurgie générale, hôpital de l'université de Keio, Tokyo (1977–1978)
- Personnel médical en chirurgie générale, hôpital général Shimizu, préfecture de Shizuoka (1978)
- Personnel médical en chirurgie pour les urgences, hôpital Saiseikai Kanagawa, préfecture de Kanagawa (1979)
- Résidente en chirurgie cardiovasculaire, hôpital de l'université de Keio (1980)
- Personnel médical en chirurgie cardiovasculaire, hôpital Saiseikai Utsunomiya, préfecture de Tochigi (1982)
- Résidente en chef de chirurgie cardiovasculaire, hôpital de l'université de Keio (1983)
- Professeure assistante du département de chirurgie cardiovasculaire, université de Keio

Mukai été collaboratrice d'environ soixante publications scientifiques évaluées par des pairs depuis 1979.
Chiaki Mukai  termine ses études de médecine en 1977 et commence sa carrière de chirurgien en 1989, après un doctorat en physiologie obtenu en 1988 à l'université Keio. En contact avec la NASA dès 1987, elle intègre en septembre 1992 l'équipage de réserve au sol pour les expériences scientifiques du Spacelab. Son compatriote, le chimiste Mamoru Mohri, participe au vol STS47 et devient alors le 1er japonais à aller dans l'espace.
Après deux années d'entraînement, elle est admise à participer au vol de la navette Columbia STS-65. Lors de son second vol en 1998, elle réalise une trentaine d'expériences sur le sommeil et les malaises en apesanteur.
Elle poursuit par la suite sa carrière scientifique au sein de la JAXA comme coordinatrice scientifique des expériences du vol STS-107 en 2000, puis comme responsable du service de recherche biomédicale d'octobre 2007 à mars 2011, avant d'occuper des postes de direction jusqu'en avril 2015.
Parallèlement à sa carrière au sein de la JAXA, Chiaki Mukai est également une universitaire reconnue. De 1992 à 1998, elle est professeur invitée du département de chirurgie de l'université Keio. Elle enseigne également à la même époque au Baylor College de Houston. En 2015, elle est nommée vice-présidente de l'université des sciences de Tokyo.
Elle est également depuis 2015 membre de la direction de Fujitsu et depuis 2016 de Kao Corporation.

## Vols réalisés
- Columbia STS-65, lancée le 8 juillet 1994
- Discovery STS-95, lancée le 29 octobre 1998

## Source d'inspiration
La mangaka Naoko Takeuchi s'est inspirée de la vie de Chiaki mukai pour écrire sa série a succès Sailor Moon.

## Honneurs
- (4750) Mukai, astéroïde nommé en son honneur.
- (4493) Naitomitsu, astéroïde nommé en l'honneur de sa mère.

## Sources et références
1. ↑  Anne-Catherine Souchon, Femmes de l'espace, Carnot, 2000 (ISBN 9782912362452), pp. 180-183
2. 1 2 3  (en) « JAXA Astronauts - International Space Station - JAXA », sur iss.jaxa.jp (consulté le 18 mai 2021).
3. ↑  (en-US) « The Real Life Princess Kaguya: Dr. Chiaki Mukai », Shojo Power!,‎ 9 août 2018 (lire en ligne, consulté le 26 octobre 2018)